# Romulus és Remus

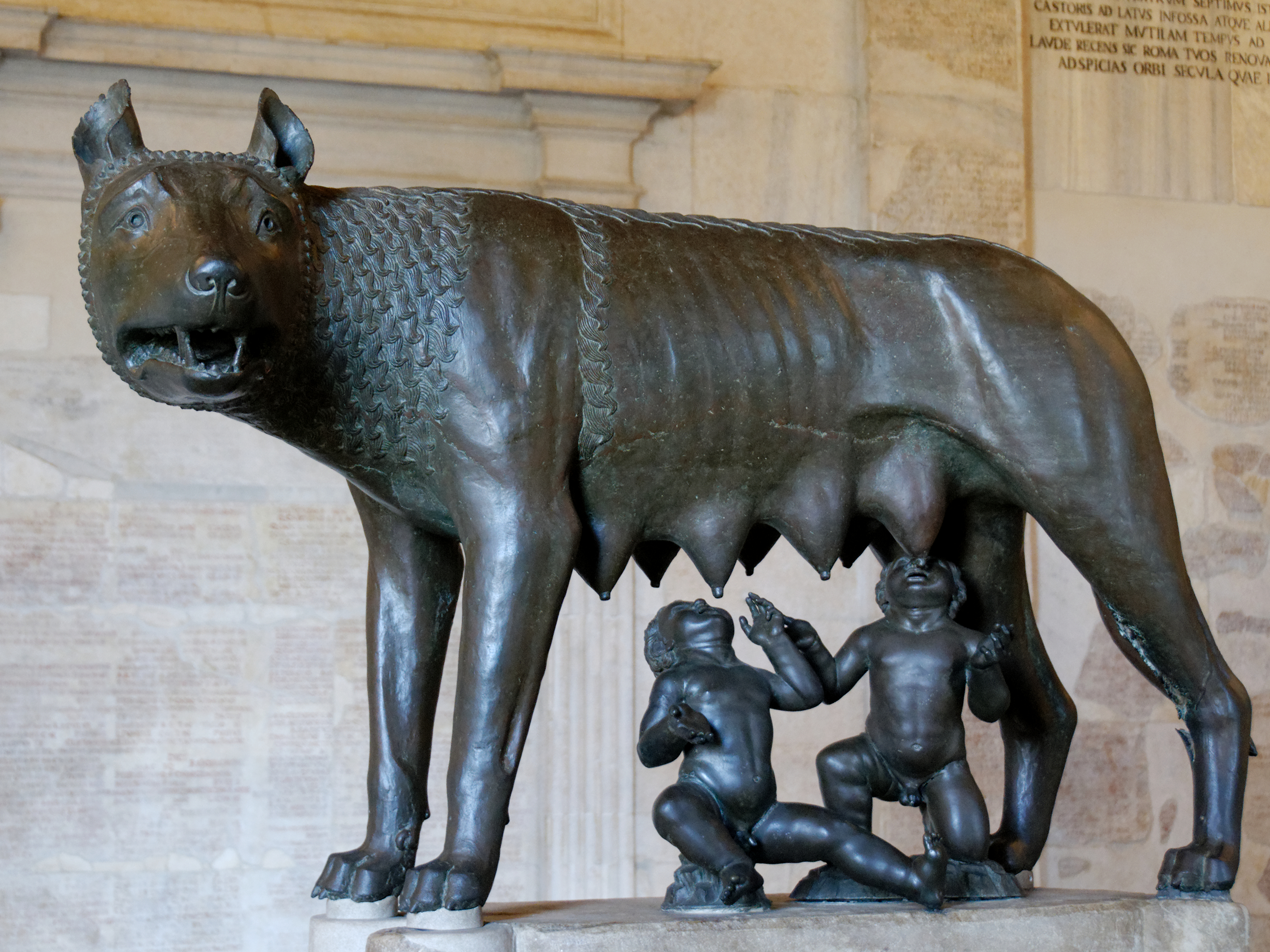
A Romulust és Remust szoptató nőstényfarkas

Romulus és Remus (kiejtés: Romulusz és Rémusz) az egyik mitikus történet szerint Róma városának alapítói, Rhea Silvia hercegnő és Mars, a háború istenének ikerfiai. A legenda, valamint Plutarkhosz és Livius szerint is Romulus volt Róma első királya. (Ismert egy másik legenda is, mely szerint Aeneas alapította Rómát.)
Romulus egy vita során – amely arról szólt, hogy melyiküket támogatják az istenek abban, hogy megalapítsa a várost és a nevét adja neki – megölte Remust. Egy másik verzió szerint egy katona ölte meg a város építése felett gúnyolódó Remust.  A harmadik monda szerint Romulus azt mondta a katonáinak, hogy aki lebecsüli a falukat azt akasszák fel. Remus egyszer csak azt mondta, hogy ez a kicsinyke fal védene meg minket az ellenségtől? Így Remust, Romulus testvérét kivégezték. Romulus lett így Róma első királya.

## Életük Róma alapítása előtt
Plutarkhosz szerint Romulus ötvennégy éves volt halálakor, i. e. 717-ben, ez az ikrek születését i. e. 771 körülre teszi. Mielőtt még megszülettek, Romulus és Remus nagyapja Numitor és annak fivére Amulius, apjuk halála után megszerezték Alba Longa trónját. Numitor az elsőszülött jogán uralkodott, Amulius pedig a kincseket kapta meg, köztük azt az aranyat, amit Aeneas Trójából hozott. Mivel Amuliusé volt a vagyon, hatalma is erősebb volt, és letaszította Numitort a trónról. Viszont tartott attól, hogy Numitor lánya, Rhea Silvia gyermeket szülhet, ezért arra kényszerítette, hogy Vesta-szűz legyen.
Ám egy éjjel Mars, a háború istene eljött Rheához Vesta templomában és bele szeretett a lányba. A lány nagyon szép és erős fiúikreket szült, akiket később Romulusnak és Remusnak neveztek el. Amulius dühében börtönbe záratta Rheát, az ikreket pedig sorsukra akarta hagyni. Szolgája felajánlotta, hogy megöli a két csecsemőt. A két gyermeket egy kosárba tette és a Tiberis partján hagyta. A folyó megáradt, és elsodorta a kosarat.
Az ikreket Tiberinus, a folyók istene mentette meg, és a Palatinus-dombon tette le kosarukat. Itt a két gyermeket egy nőstény farkas (latinul: lupa; így hívták a prostituáltakat is, ezért vannak, akik szerint ez arra utal, hogy egy asszony nevelte őket) nevelte egy fügefa alatt, és egy harkály táplálta őket; ezek Mars isten szent állatai. Neveltetésük alapján tehát vad gyereknek tekinthetjük őket. Romulust és Remust később Faustulus, Amulius egyik juhásza találta meg, és hazavitte őket. Faustulus és felesége, Acca Larentia sajátjukként nevelte az ikreket.
Ahogy növekedtek, egyre nyilvánvalóbbá vált nemesi származásuk. Mire felnőttek, férfiasak, bátrak, határozottak, merészek lettek. Kettejük közül Romulus bizonyult bölcsebbnek és ravaszabbnak; a szomszédokkal a legelőkről és a vadászatról folytatott beszélgetései során kiderült, hogy jobban szeret uralkodni, mint engedelmeskedni. Emiatt a velük egyenlő emberek és a szegények kedvelték őket, de a király hivatalnokait és bíráit semmibe vették, és nem törődtek ennek következményeivel. A nemesek életét élték, úgy szórakoztak, ahogy ők, de ennek ellenére nem voltak dologkerülők. Rendszeresen végeztek testgyakorlást és vadásztak, megvédték a földet a rablóktól, elfogták a tolvajokat, és bosszút álltak a gonosztevőkön. Ezek után Latium minden lakosa megismerte a nevüket.
Romulus és Remus tizennyolcadik születésnapján vita kezdődött Numitor és Amulius pásztorai között. Numitor néhány embere marhát lopott Amulius csordájából, mire Amulius emberei elégtételt követeltek. Romulus és Remus összehívta a pásztorokat, a tetteseket megölték, az ellopott állatokat pedig visszaadták. Numitor bosszúságára saját csapatukba vettek sok szegény embert és Numitor több rabszolgáját, mellyel kivételes bátorságról tettek tanúbizonyságot.
Míg Romulus az isteneknek áldozatot mutatott be, Numitor pásztorai megtámadták Remust és néhány barátját, majd kisebb csata tört ki. Mikor már mindkét fél komoly veszteségeket szenvedett, a pásztorok foglyul ejtették Remust és Numitor elé vitték, hogy az kiszabhassa a büntetést. Numitor nem bántotta Remust, mert félt Amuliustól. Ezért elment öccséhez, hogy elégtételt követeljen, mivel ő volt az idősebb, de a király szolgái inzultálták. Alba Longa lakosai Numitor pártján álltak, szerintük igazságtalanul sértették meg. Rávették Amuliust, hogy adja át Remust Numitornak, és tegyen vele azt, amit jónak lát.

## Remus halála
Amulius halálával Alba Longa városa felajánlotta Romulusnak és Remusnak, hogy közösen uralkodjanak a városban, de az ikrek visszautasították, hogy már nagyapjuk életében elkezdjenek uralkodni a városban. Ezért miután helyreállították nagyapjuk, Numitor uralmát Alba Longában, mindketten elhagyták a várost, hogy megalapítsák saját városukat a Palatinus dombon. Azonban még Alba Longa elhagyása előtt csatlakozhattak hozzájuk menekülők, szökött rabszolgák és mindenki más, aki még egy esélyt akart kapni az újrakezdésre az életben.
Miután az ikrek megérkeztek a Palatinus dombhoz, azon vitatkoztak, hol legyen az új város pontos helye. Romulus a Palatinus-domb mellett tette le a voksát, Remus pedig a stratégiailag jobb helyen lévő, könnyen megerősíthető Aventinus-dombon akarta megépíteni a várost. A vita lezárásaként abban állapodtak meg, hogy a jósokra és az isteni akaratra bízzák a döntést. Mindketten leültek a földre, és Plutarkhosz szerint Remus hat keselyűt látott, míg Romulus tizenkettőt. (A keselyűket Romulus és Remus mondabeli apjának, Mars istennek szentelt állatoknak tekintették.)
Remust feldühítette, hogy az istenek akarata Romulus győzelmét hozta. Amikor Romulus elkezdte ásni az árkot, ami az új várost határolta, Remus kigúnyolta és akadályozta a munkát, majd végül át is ugrotta az árkot, ami rossz ómen volt, hiszen azt jelentette, hogy a város erődítéseit könnyen át lehet majd törni. Erre válaszul Romulus ott helyben megölte Remust. Az ezt követő harcokban Faustulust is megölték – ő volt az a pásztor, aki csecsemőkorukban megtalálta az ikreket. Romulus eltemette Remust és Faustulust, majd folytatta a város építését. Saját magáról nevezte el a várost, és ő lett a város első királya.
Egy másik verzió szerint Romulus megegyezett testvérével, hogy az istenek döntenek arról, hogy melyikük legyen a város ura. A madarak reptéből megállapították, hogy a hatalmat Romulus kapja. Békében bele is nyugodtak az istenek szándékába. A városfalak építésekor Romulus felhatalmazta egyik katonáját, Celert, hogy rögtön ölje meg azt, aki becsméreli az akkor még igen alacsony falakat. Remus azonban  erről a parancsról nem tudott és gúnyos szavakkal illette a falacskát, erre a katona ásójával nyomban megölte őt.
Ez a monda egy régi görög legendára hasonlít, ahol Kalüdón királya, Oineusz ütötte agyon fiát, Toxeuszt, amiért átugrotta a várárkot.